# Liste des circonscriptions législatives de l'Allier
Le département français de l'Allier est, sous la Cinquième République, constitué de quatre circonscriptions législatives de 1958 à 2012, puis de trois circonscriptions depuis le redécoupage de 2010, entré en application à compter des élections législatives de 2012.

## Présentation
Par ordonnance du 13 octobre 1958 relative à l'élection des députés à l'Assemblée nationale, le département de l'Allier est d'abord constitué de quatre circonscriptions électorales. 
Lors des élections législatives de 1986 qui se sont déroulées selon un mode de scrutin proportionnel à un seul tour par listes départementales, le nombre de quatre sièges de l'Allier a été conservé.
Le retour à un mode de scrutin uninominal majoritaire à deux tours en vue des élections législatives suivantes, a maintenu ce nombre de quatre sièges,, selon un nouveau découpage électoral.
Le redécoupage des circonscriptions législatives réalisé en 2010 et entrant en application à compter des élections législatives de juin 2012, a modifié le nombre et la répartition des circonscriptions de l'Allier, réduit à trois du fait de la décroissance démographique du département.

## Composition des circonscriptions

### Composition des circonscriptions de 1958 à 1986

Cartes circonscriptions de l'Allier de 1958 à 1986

À compter de 1958, le département de l'Allier comprend quatre circonscriptions.
- 1re circonscription : Chevagnes, Dompierre-sur-Besbre, Le Donjon, Jaligny, Lurcy-Lévis, Moulins-Est, Moulins-Ouest, Neuilly-le-Réal.
En juillet 1973 les cantons de Moulins-Est et Moulins-Ouest sont remplacés par les cantons Moulins-Sud, Moulins-Ouest (nouvelle délimitation) et Yzeure[9]. Les limites des deux nouveaux cantons de Moulins sont légèrement modifiées moins d'un mois plus tard[10].
- 2e circonscription : Commentry, Huriel, Marcillat, Montluçon-Est, Montluçon-Ouest.
En juillet 1973 les cantons de Montluçon-Est et Montluçon-Ouest sont remplacés par les cantons de Montluçon-Nord-I, Montluçon-Ouest-II, Montluçon-Sud-III, Montluçon-Est-IV[11]. En janvier 1982, le canton de Montluçon-Nord est divisé en deux cantons, Montluçon-Nord-Est et Domérat-Montluçon-Nord-Ouest[12].
- 3e circonscription : Bourbon-l'Archambault, Cérilly, Chantelle, Ébreuil, Gannat, Hérisson, Le Montet, Montmarault, Saint-Pourçain-sur-Sioule, Souvigny.
- 4e circonscription : Cusset, Escurolles, Lapalisse, Le Mayet-de-Montagne, Varennes-sur-Allier, Vichy.
En juillet 1973, le canton de Vichy est divisé en deux cantons, Vichy-Nord et Vichy-Sud[9]. En janvier 1985, ces deux cantons et celui de Cusset sont redécoupés pour former quatre cantons, Cusset-Nord, Cusset-Sud, Vichy-Nord et Vichy-Sud[13].

### Composition des circonscriptions de 1988 à 2012

Carte des circonscriptions de l'Allier de 1986 à 2012

Lors du redécoupage de 1986, les circonscriptions du département de l'Allier sont peu modifiées. Deux cantons sont rattachés à la 3e circonscription, alors plus rurale et moins peuplée que les trois autres : le canton de Lurcy-Lévis, détaché de la 1re (Moulins) et celui de Varennes-sur-Allier, détaché de la 4e (Vichy).
- 1re circonscription : Chevagnes, Dompierre-sur-Besbre, Le Donjon, Jaligny-sur-Besbre, Moulins-Ouest, Moulins-Sud, Neuilly-le-Réal, Yzeure.
- 2e circonscription : Commentry, Domérat-Montluçon-Nord-Ouest, Huriel, Marcillat-en-Combraille, Montluçon-Est, Montluçon-Nord-Est, Montluçon-Ouest, Montluçon-Sud.
- 3e circonscription : Bourbon-l'Archambault, Cérilly, Chantelle, Ébreuil, Gannat, Hérisson, Lurcy-Lévis, Le Montet, Montmarault, Saint-Pourçain-sur-Sioule, Souvigny, Varennes-sur-Allier.
- 4e circonscription : Cusset-Nord, Cusset-Sud, Escurolles, Lapalisse, Le Mayet-de-Montagne, Vichy-Nord, Vichy-Sud.

### Composition des circonscriptions à compter de 2012
| Les circonscriptions de l'Allier depuis 2012 |
| -------------------------------------------- |

| 3 2 1 |

Lors du redécoupage de 2010, le département perd une circonscription. Trois nouvelles circonscriptions sont formées, chacune centrée sur une des trois principales unités urbaines du département :
- 1re circonscription : Bourbon-l'Archambault, Chevagnes, Chantelle, Dompierre-sur-Besbre, Le Montet, Lurcy-Lévis, Moulins-Ouest, Moulins-Sud, Neuilly-le-Réal, Saint-Pourçain-sur-Sioule, Souvigny, Varennes-sur-Allier, Yzeure
- 2e circonscription : Cérilly, Commentry, Domérat-Montluçon-Nord-Ouest, Ebreuil, Hérisson, Huriel, Marcillat-en-Combraille, Montluçon-Est, Montluçon-Nord-Est, Montluçon-Ouest, Montluçon-Sud, Montmarault
- 3e circonscription : Cusset-Nord, Cusset-Sud, Le Donjon, Escurolles, Gannat, Jaligny-sur-Besbre, Lapalisse, Le Mayet-de-Montagne, Vichy-Nord, Vichy-Sud

À la suite du redécoupage des cantons de 2014, les circonscriptions ne sont plus composées de cantons entiers. Les circonscriptions législatives continuent à être définies d'après les cantons de 2010.
Les circonscriptions sont ainsi composées des cantons actuels suivants :
- La 1ère circonscription est composée : des cantons de Bourbon-l'Archambault (17 communes), Dompierre-sur-Besbre (19 communes), Gannat (15 communes), Moulins-1, Moulins-2 (11 communes), Saint-Pourçain-sur-Sioule et Souvigny.

- La 2e circonscription est composée : des cantons de Bourbon-l'Archambault (11 communes), Commentry, Gannat (14 communes), Huriel, Montluçon-1, Montluçon-2, Montluçon-3 et Montluçon-4.

- La 3e circonscription est composée : des cantons de Bellerive-sur-Allier, Cusset, Dompierre-sur-Besbre (13 communes), Gannat (12 communes), Moulins-2 (12 communes), Lapalisse, Vichy-1 et Vichy-2.